# Відцентровий пневмокласифікатор

Відцентровий пневмокласифікатор (рис.) призначений для роботи в замкненому циклі з млинами в схемах приготування пиловугільного палива.
Вихідний матеріал (аеросуміш) в класифікатор подається повітрям знизу по трубі 1 зі швидкістю 18—20 м/с, що забезпечує підіймання частинок вугілля крупністю до 5 мм. При виході з живильної труби швидкість аеросуміші знижується до 4—6 м/с. Найбільш крупні частинки випадають з потоку, осаджуються на внутрішній поверхні конуса 1 і самопливом повертаються у млин патрубком 4. Дрібні частинки виносяться потоком в верхню частину конуса і при переході через тангенціально встановлені лопатки 5, одержують радіальний рух. Далі процес розділення відбувається у відцентровому полі. Клас середньої крупності за допомогою патрубка 6 приєднується до крупного класу, а готовий дрібний продукт виноситься потоком повітря через патрубок 7.